# Chromatická aberace

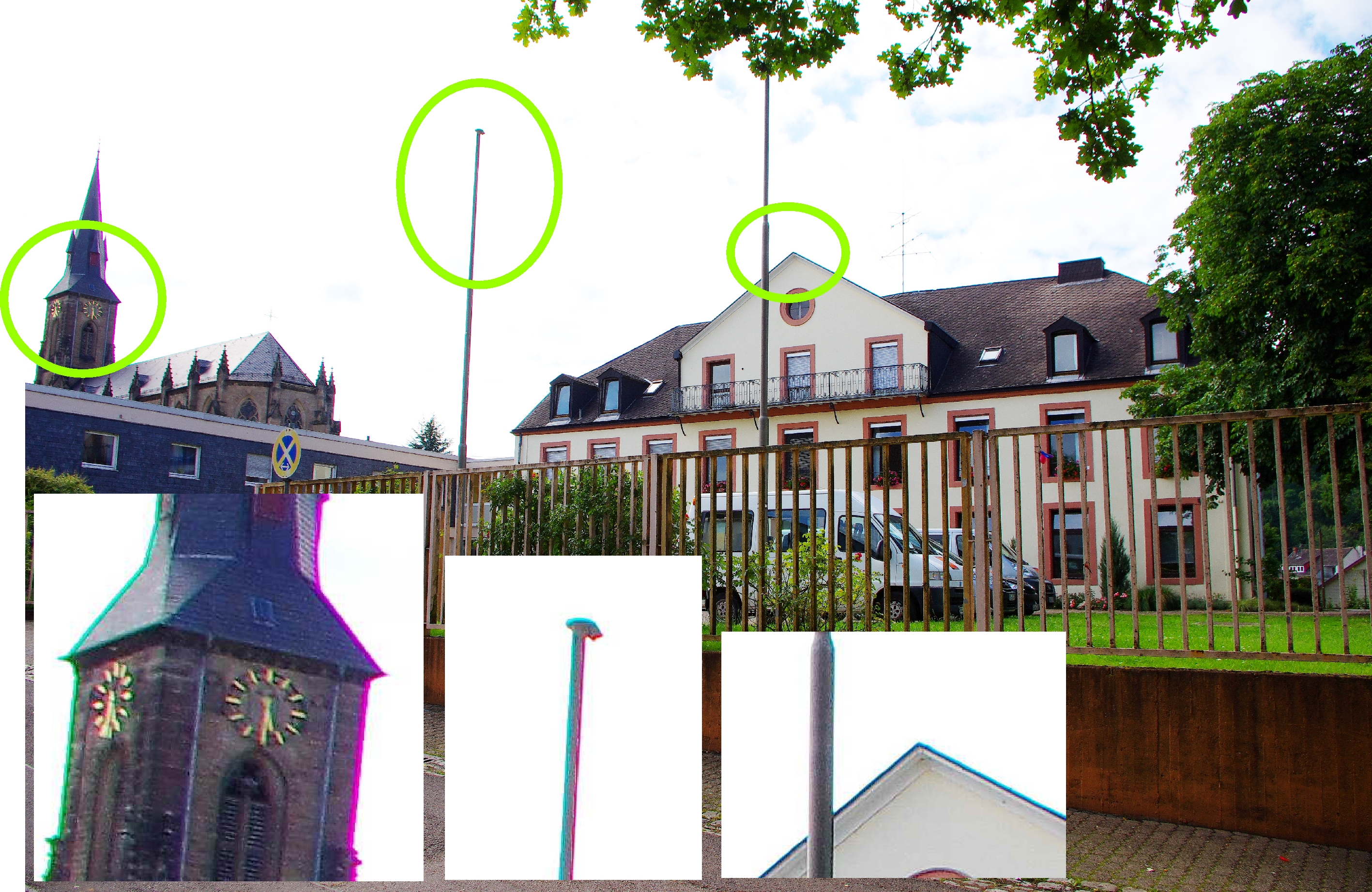
Ukázka barevného lemování na hranách objektů v pozadí

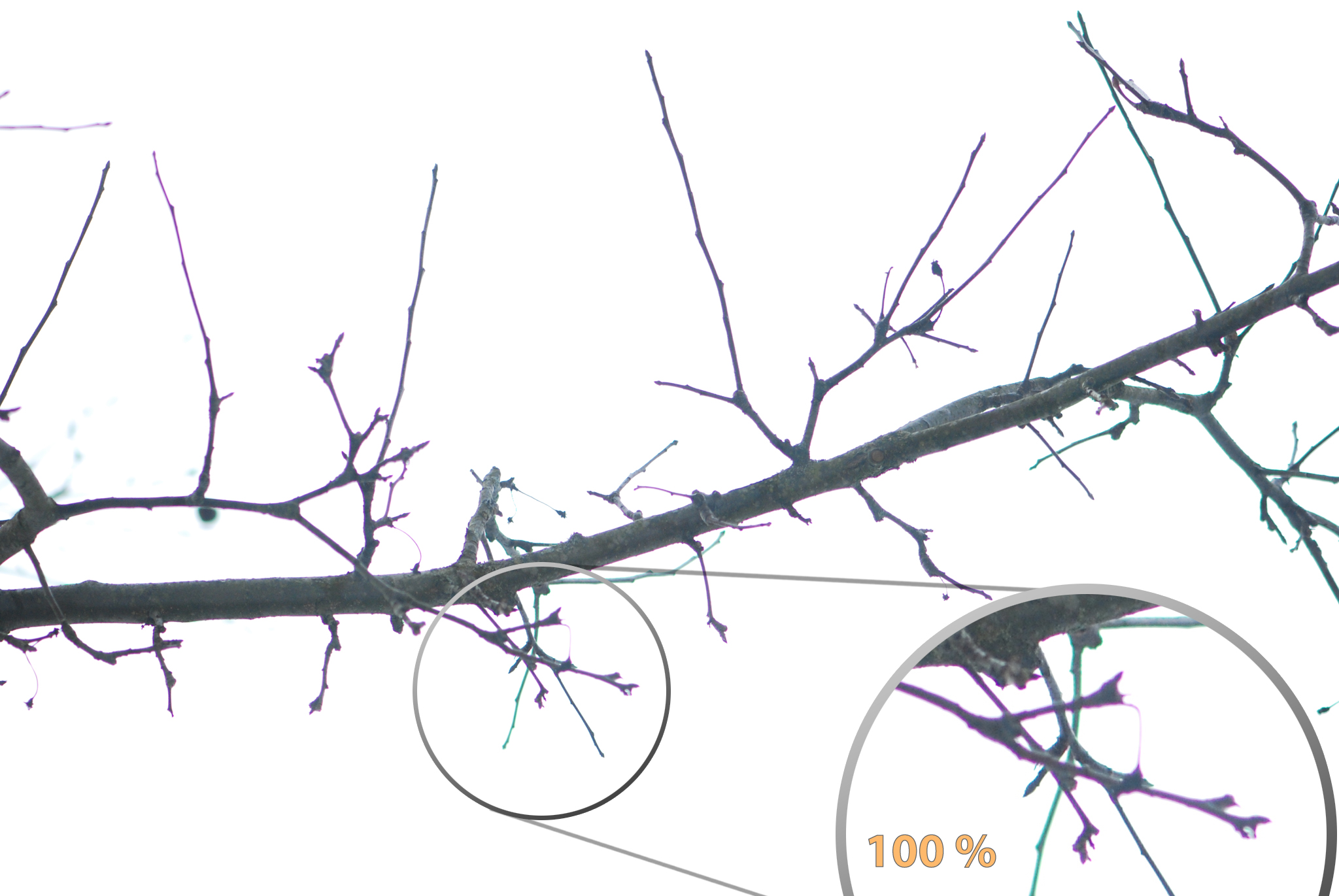
Chromatická aberace se projevuje barevným lemováním kontrastních hran zejména na krajích fotografií

Chromatická aberace (též chromatická vada nebo barevná vada) je barevná vada čočky, i složitější optické soustavy čoček (např. objektivu), způsobená závislostí ohniskové vzdálenosti čoček na vlnové délce světla. Fyzikální podstatou tohoto jevu je závislost indexu lomu u všech průhledných látek na vlnové délce. Čočky pak lámou světlo každé barvy jinak (záření dlouhovlnné, tedy červené, nejméně, krátkovlnné, tedy fialové, nejvíce), což se na snímku projeví jako barevné lemování ostrých přechodů mezi světlem a stínem.

Chromatická aberace

Všeobecně se dá říci, že vhodnou kombinací dvou k sobě nepřiléhajících čoček a to i z stejného optického materiálu lze sestavit takovou optickou soustavu, u které je pro dvě zvolené vlnové délky (obvykle pro červenou a modrou barvu) celková efektivní ohnisková vzdálenost stejná; v takovém případě hovoříme o achromatické soustavě (objektivu).

Achromatická dvojice

Protože moderní zoomové objektivy obsahují velké množství čoček, je u nich chromatická vada (zvláště na okrajích snímku) výrazným problémem. Pro její kompenzaci se proto do objektivů přidávají speciální elementy:
- čočky z fluoridu vápenatého – fluorid vápenatý (fluorit čili kazivec) je minerál s velmi nízkým indexem lomu, u něhož se barevná vada projevuje méně
- difrakční elementy – obsahují difrakční mřížku, která má barevnou vadu přesně opačnou než běžné čočky, takže jejich problém kompenzuje.